# Dier&Recht
Dier&Recht is een organisatie die zich zowel juridisch als via campagnes inzet voor de verbetering van dierenwelzijnswetten. Dier&Recht richt zich zowel op de dieren in de vee-industrie als op gezelschapsdieren.

## Geschiedenis
Een van de voorlopers van Dier&Recht, de Stichting tot Wettelijke Regeling van Dierenrecht, werd opgericht in 1932. Deze stichting wilde erkenning voor het dier als levend wezen, en niet als alleen een object of eigendom. In 1982 werd de Stichting Dierenrecht Nederland opgericht, waarin de ideeën van de Stichting tot Wettelijke Regeling van Dierenrecht herleefden. Stichting Dierenrecht was mede verantwoordelijk voor de instelling van een bijzondere leerstoel Dier en recht, verbonden aan de Universiteit Utrecht. Er waren internationale contacten met de International League for Animal Rights en met de World Society for the Protection of Animals (WSPA). In 2006 is de Stichting Dierenrecht door Varkens in Nood als 'Dier&Recht' nieuw leven ingeblazen.

## Campagnes en rechtszaken

### Veemarkten
In 2006 bracht Dier&Recht undercover beelden naar buiten van ernstige dierenmishandeling op de veemarkten in Utrecht en Leeuwarden. Te zien was hoe zieke koeien met een ketting werden versleept of anaal werden geëlektrocuteerd. Zwakke en magere koeien werden geslagen, geschopt en opgejaagd. In reactie op de beelden werden Kamervragen gesteld door GroenLinks, PvdA en D66. In antwoord daarop antwoordde minister Cees Veerman dat de controles worden geïntensiveerd.

### Fototentoonstelling
Sinds 2008 organiseerde Dier&Recht met regelmaat openbare fototentoonstellingen over verschillende thema’s binnen de vee-industrie. Er zijn in 18 steden 29 exposities geweest over de verschillende dieren in de vee-industrie en ook specifiek over het varken in de vee-industrie. In 2013 hadden ondernemers uit Zwolle kritiek op de expliciete foto’s van de tentoonstelling en eisten dat de tentoonstelling zou worden verplaatst. Dier&Recht weigerde dit omdat zij de situatie in de vee-industrie niet wilde 'verbloemen' en plaatste een bloemetjesgordijn voor een foto om de ondernemers tegemoet te komen.

### Nederlandse Voedsel- en Warenautoriteit
Samen met klokkenluiders bracht Dier&Recht in 2008 een intern rapport van de Nederlandse Voedsel- en Warenautoriteit (NVWA) naar buiten waaruit bleek dat de controles bij slachterijen en veetransporten ernstig tekortschoten, met grote gevolgen voor dierenwelzijn en volksgezondheid. De publicatie leidde tot ophef en een debat in de Tweede Kamer. Als gevolg daarvan werd een commissie ingesteld die met aanbevelingen kwam om het toezicht te verbeteren. Er zijn meer dierenartsen aangetrokken en er worden sneller boetes uitgedeeld.
In 2012 en 2014 publiceerde Dier&Recht samen met Varkens in Nood het rapport “Naleving dierenwelzijnswetgeving in de vee-industrie”. Ook in deze rapport wordt de handelswijze van de NVWA bekritiseerd. De stichtingen claimen dat in de vee-industrie jaarlijks ruim 2 miljard keer de wet wordt overtreden, zonder dat de NVWA ingrijpt.

### Honger in de vee-industrie
In 2010 publiceerde Dier&Recht het rapport 'Killoknallers op hongerdieet' over welzijnsproblemen door voeren bij koeien, varkens en kippen in Nederlandse vee-industrie. Vleeskippen en vleesvarkens worden gefokt om in een zo kort mogelijke tijd zo veel mogelijk te groeien. De dieren moeten zorgen voor nageslacht lijden echter chronisch honger, omdat gewichtstoename bij hen geen primair doel is. Sindsdien is er voor ouderdieren speciaal welzijnsvoer ontwikkeld.

### Veetransport
Van 2007 tot 2011 volgden medewerkers van Dier&Recht verschillende veetransporten en deden verslag van hun bevindingen. Het programma Gifkikkers van de VARA maakte in reactie hierop samen met de stichting een reportage over veetransporten. In deze reportage werd verslag gedaan van overbeladen transport met vleesvarkens, defecte watersystemen en een dierenarts van de Nederlandse Voedsel- en Warenautoriteit die exportcertificaten toekende aan internationale veetransporten, zonder de wagens en de dieren gezien te hebben. Dit zorgde voor verschillende Kamervragen.

### Kippenslacht
Dier&Recht heeft zich hard gemaakt voor het afschaffen voor de omstreden waterbadmethode waarmee kippen voor de slacht worden verdoofd. Niet alle kippen krijgen namelijk de voltage die verdoving biedt: sommigen juist te veel, anderen weer te weinig. Bij een te hoog voltage is dit aan rode puntjes in het vlees terug te zien. Krijgt een kip te weinig volt, dan gaat deze onverdoofd langs het mes in het slachthuis. In 2012 zijn de eisen voor deze verdovingsmethode daarom aangescherpt. De problemen zijn echter nog niet verholpen, omdat nog ongeveer 200 miljoen kippen per jaar via de waterbadmethode worden geslacht in Nederland.

### Halal
Met haar rapport “Vlees eten in de islamitische traditie” toonde Dier&Recht aan dat veel vlees dat wordt verkocht als halal, eigenlijk niet halal is. In het rapport komen verschillende deskundigen aan het woord en wordt de conclusie getrokken dat alleen biologisch vlees halal kan zijn. Dier&Recht beoogt met deze campagne moslims bewust te maken en hoopt dat ze daardoor diervriendelijker vlees gaan eten; vlees dat in overeenstemming is met hun geloof.

### RashondenWijzer
De RashondenWijzer is een site ontwikkeld door Dier&Recht waarop erfelijke aandoeningen van rashonden zijn geïnventariseerd, evenals de kans per hond dat die aandoeningen voorkomen. Doordat sommige hondenfokkers rashonden puur op uiterlijke kenmerken fokken, is de kans op erfelijke afwijkingen groter dan bij honden zonder stamboom: maar liefst veertig procent van alle rashonden die jaarlijks in Nederland worden geboren, heeft één of meerdere erfelijke aandoeningen onder de leden.

### Rechtszaken rashonden
Dier&Recht voert regelmatig rechtszaken namens hondeneigenaren die na aanschaf van een hond erachter kwamen dat deze een erfelijke afwijking of ziekte had.

### Stoppen met Zuivel
In 2021 lanceerde Dier&Recht de campagne "Stoppen met Zuivel". Door middel van posters en een website werd aandacht gevraagd voor het dierenleed dat wordt veroorzaakt in de melkveehouderij. De poster toont een pak melk met daarop verschillende foto's van dierenleed in de stijl van generieke verpakking voor sigaretten. Op de website werd verwezen naar zuivelvervangers.
Veehouder-actiegroep Agractie spande een kort geding aan tegen Dier&Recht om deze campagne. De claim dat het scheiden van kalveren en moeder koeien "ernstig dierenleed" veroorzaakt, zou volgens Agractie niet aannemelijk zijn. De rechter ging hier in mee, en stelde dat het argument van Dier&Recht onvoldoende onderbouwt was. De campagne is hierna aangepast.
In een latere bodemprocedure in 2022 oordeelde de rechtbank Midden-Nederland dat Dier&Recht publiekelijk mag stellen dat zuivel "ernstig dierenleed" veroorzaakt. De campagne mocht daarom worden voortgezet, inclusief het gewraakte statement.[¹⁷]